# Margon (Hérault)
Margon – miejscowość i gmina we Francji, w regionie Oksytania, w departamencie Hérault.
Według danych na rok 1990 gminę zamieszkiwało 209 osób, a gęstość zaludnienia wynosiła 47 osób/km² (wśród 1545 gmin Langwedocji-Roussillon Margon plasuje się na 702. miejscu pod względem liczby ludności, natomiast pod względem powierzchni na miejscu 1035.).